# Stratiomyidae
Famille
Les Stratiomyidae, terme parfois mal orthographié en Stratiomyiidae (Du grec στρατιώτης - soldat. Μυια - mouche), sont une famille de mouches qui comprend environ 1 500 espèces réparties dans environ 400 genres dans le monde entier.

## Caractéristiques
Les adultes sont trouvés près des gîtes larvaires. Les larves peuvent être trouvées dans un large éventail de situations surtout dans les zones humides, par exemple dans le sol, le gazon, sous les écorces, dans les excréments d'animaux et les matières organiques en décomposition. Les adultes ont un aspect divers en taille et en forme, mais sont souvent partiellement ou totalement vert métallique, ou imitent un peu les guêpes car marqués de noir et de jaune. Ces mouches sont souvent inactives, se reposant avec leurs ailes placées l'une au-dessus de l'autre sur l'abdomen.

Détails d'une aile de Stratiomyidae.

## Systématique
La famille des Stratiomyidae a été décrite par l'entomologiste français Pierre-André Latreille en 1802.

### Taxinomie
Listes des sous-familles
Selon ITIS (1 mars 2013) :
- Antissinae Kertesz, 1908
- Beridinae Westwood, 1838
- Chiromyzinae Brauer, 1880
- Chrysochlorininae Woodley, 2001
- Clitellariinae Brauer, 1882
- Hermetiinae Loew, 1862
- Nemotelinae Kertesz, 1912
- Pachygastrinae Loew, 1856
- Parhadrestiinae Woodley, 1986
- Raphiocerinae Schiner, 1868
- Sarginae Walker, 1834
- Stratiomyinae Latreille, 1802 - avec le genre Stratiomys

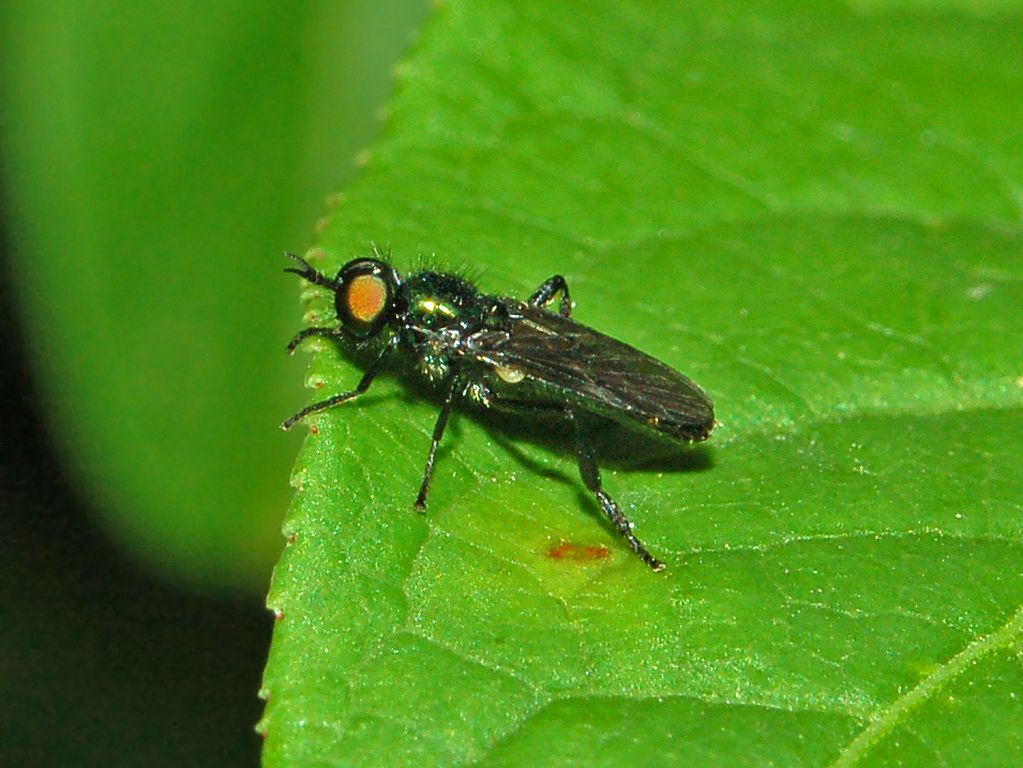
Beridinae : Actina chalybea
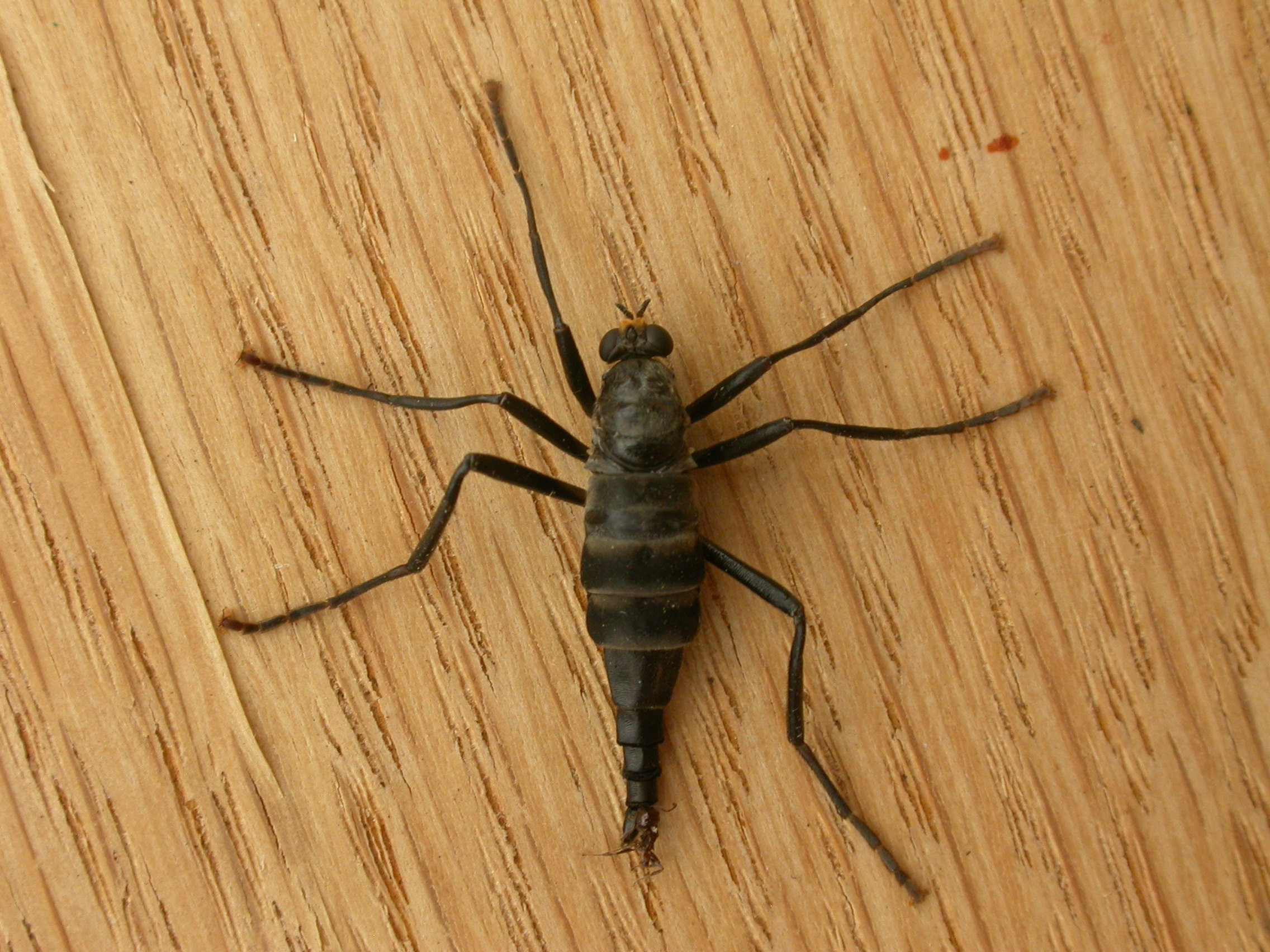
Chiromyzinae : Boreoides subulatus
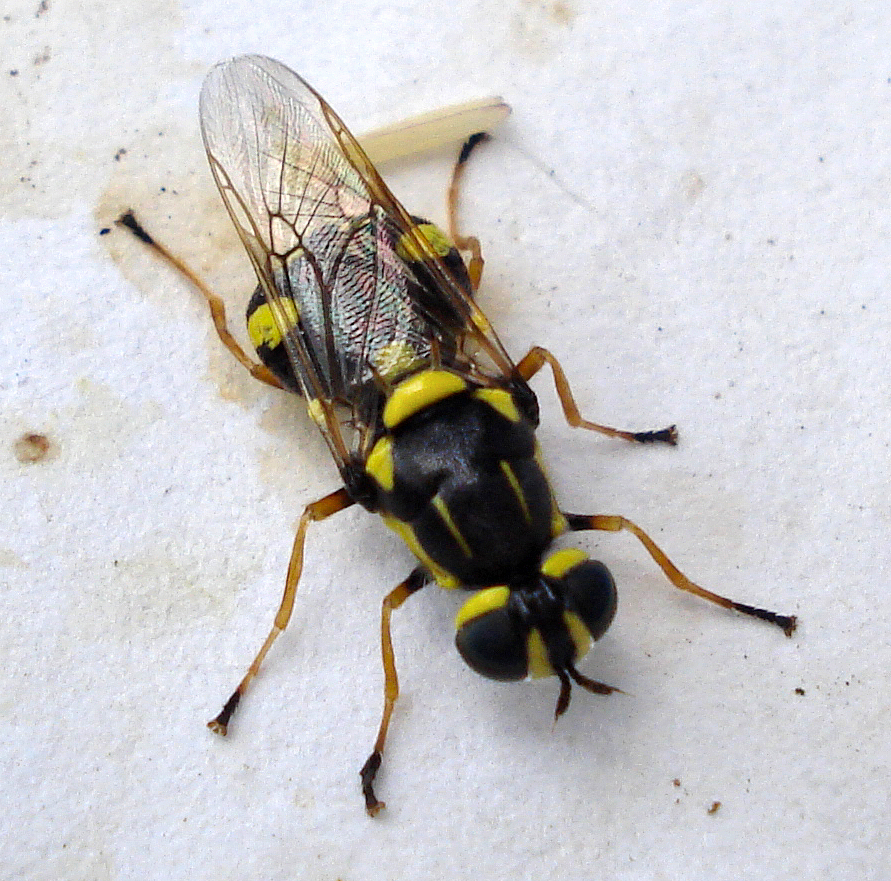
Clitellariinae : Oxycera rara
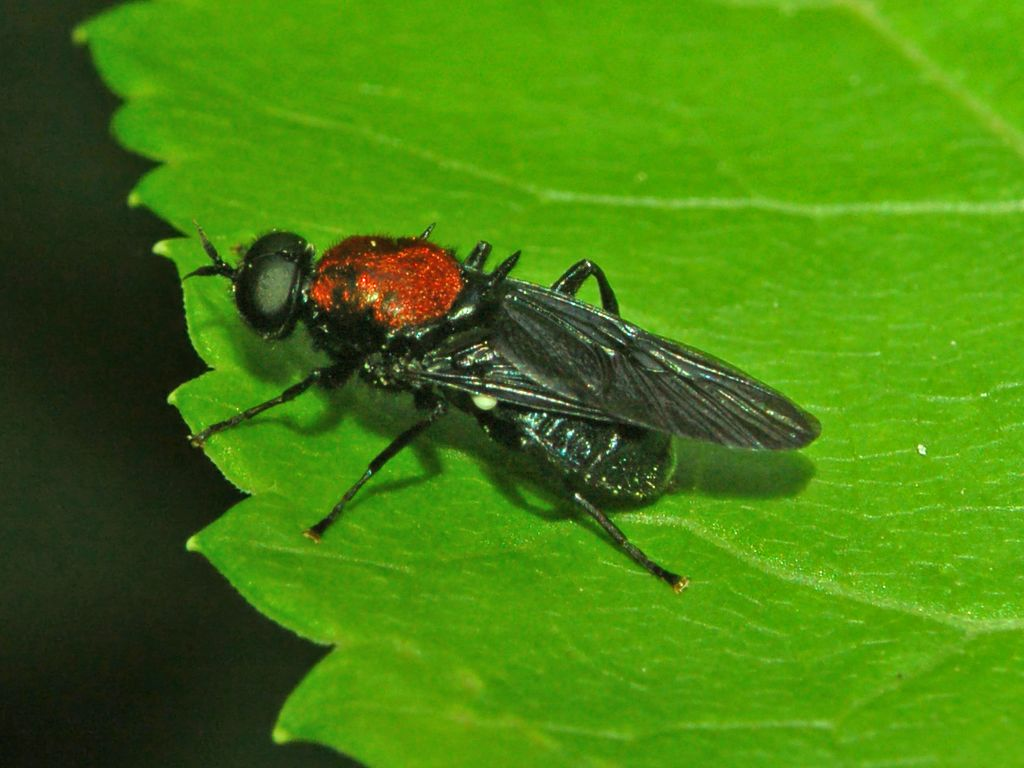
Clitellariinae : Clitellaria ephippium
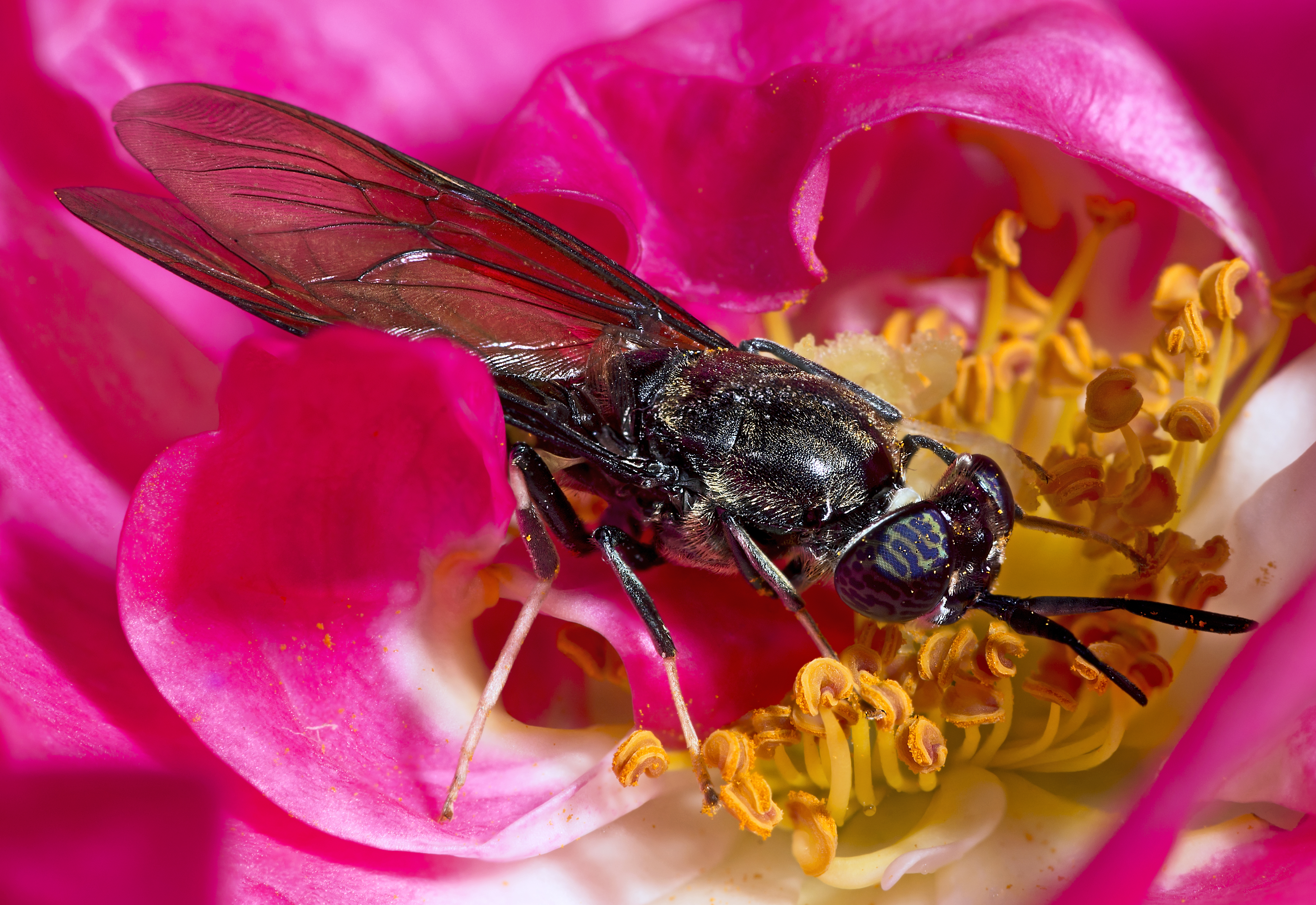
Hermetiinae : Hermetia illucens
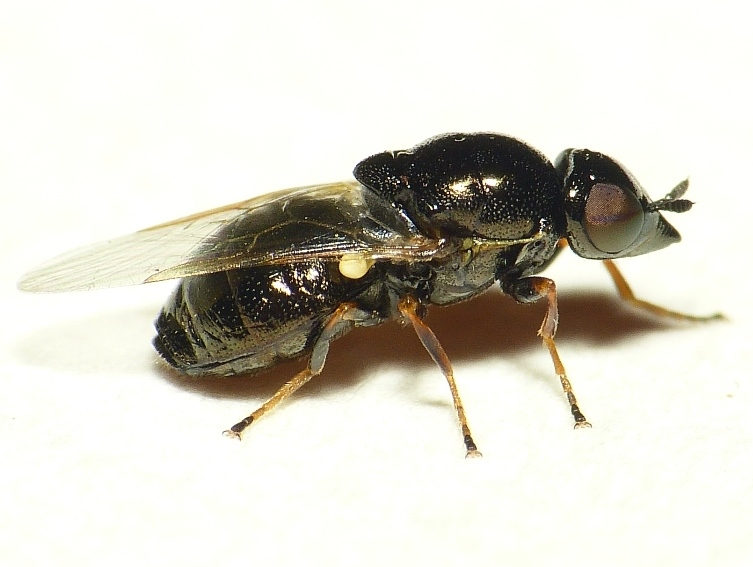
Nemotelinae : Nemotelus nigrinus
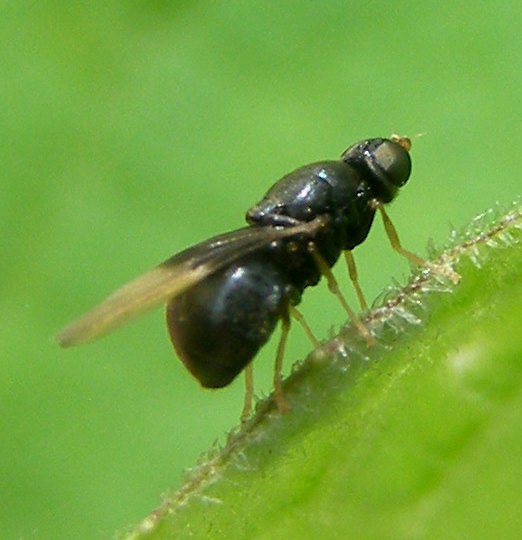
Pachygastrinae : Pachygaster-atra

Liste des genres
Selon Catalogue of Life (1 mars 2013) :
- Abasanistus
- Abavus
- Abiomyia
- Abrosiomyia
- Acanthasargus
- Acanthinomyia
- Acrochaeta
- Acropeltates
- Actina
- Actinomyia
- Acyrocera
- Acyrocerops
- Adoxomyia
- Adraga
- Afrodontomyia
- Ageiton
- Aidomyia
- Alliocera
- Alliophleps
- Allognosta
- Alopecuroceras
- Amphilecta
- Ampsalis
- Amsaria
- Anacanthella
- Analcoceroides
- Analcocerus
- Anargemus
- Anexaireta
- Anisoscapus
- Ankylacantha
- Anoamyia
- Anomalacanthimyia
- Anopisthocrania
- Anoplodonta
- Antissa
- Antissella
- Apotomaspis
- Archilagarinus
- Archimyza
- Archistratiomys
- Arcuavena
- Argyrobrithes
- Artemita
- Artemitomima
- Arthronemina
- Ashantina
- Aspartimas
- Aspidacantha
- Aspidacanthina
- Asyncritula
- Aulana
- Auloceromyia
- Australoactina
- Australoberis
- Barbiellinia
- Benhamyia
- Beridella
- Beridops
- Beris
- Berisina
- Berismyia
- Berkshiria
- Bistinda
- Blastocera
- Borboridea
- Boreoides
- Brachycara
- Brachyodina
- Brachyphleps
- Brachythrix
- Burmabrithes
- Cacosis
- Caenacantha
- Caenocephaloides
- Caloparyphus
- Campeprosopa
- Camptopteromyia
- Cardopomyia
- Catatasis
- Cechorismenus
- Cephalochrysa
- Chaetohermetia
- Chaetosargus
- Chalcidomorphina
- Charisina
- Chelonomima
- Chiromyza
- Chlamydonotum
- Chloromelas
- Chloromyia
- Chordonota
- Chorisops
- Chorophthalmyia
- Chromatopoda
- Chrysochlora
- Chrysochlorina
- Chrysochromioides
- Cibotogaster
- Clarissimyia
- Clavimyia
- Clitellaria
- Cosmariomyia
- Craspedometopon
- Crocutasis
- Culcua
- Cyanauges
- Cyclophleps
- Cyclotaspis
- Cynipimorpha
- Cyphomyia
- Cyphoprosopa
- Dactylacantha
- Dactylodeictes
- Dactylothrix
- Dactylotinda
- Damaromyia
- Diademophora
- Dialampsis
- Diaphorostylus
- Diargemus
- Diastophthalmus
- Dicamptocrana
- Dicorymbimyia
- Dicranophora
- Dicyphoma
- Dieuryneura
- Dinosargus
- Diplephippium
- Diplopeltina
- Dischizocera
- Discopteromyia
- Ditylometopa
- Dochmiocera
- Dolichodema
- Dolichothrix
- Draymonia
- Drosimomyia
- Dysbiota
- Ecchaetomyia
- Eicochalcidina
- Eidalimus
- Elissoma
- Engicerus
- Enypnium
- Eudmeta
- Eufijia
- Eumecacis
- Eupachygaster
- Euparyphus
- Euryneura
- Evaza
- Exaeretina
- Exaireta
- Exochostoma
- Exodontha
- Filiptschenkia
- Formosargus
- Gabaza
- Geranopomyia
- Glariopsis
- Glaris
- Glochinomyia
- Gnesiomyia
- Gnorismomyia
- Gobertina
- Goetghebueromyia
- Gongroneurina
- Gongrosargus
- Gowdeyana
- Grypomyia
- Hadrestia
- Haplofijia
- Hedriodiscus
- Heptozus
- Hermetia
- Hermetiomima
- Hermionella
- Heteracanthia
- Hexacraspis
- Himantigera
- Himantochaeta
- Histiodroma
- Homalarthria
- Hoplistopsis
- Hoplitimyia
- Hylorops
- Hypoceromys
- Hypoxycera
- Hypselophrum
- Inopus
- Isomerocera
- Keiseria
- Kerteszmyia
- Kolomania
- Labocerina
- Labogastria
- Lagenosoma
- Lampetiopus
- Lasiodeictes
- Lasiopa
- Lecomyia
- Lenomyia
- Leucacron
- Leucoptilum
- Leveromyia
- Ligyromyia
- Lobisquama
- Lonchegaster
- Lonchobrithes
- Lophoteles
- Lyprotemyia
- Lysozus
- Maackiana
- Macromeracis
- Madagascara
- Madagascarina
- Manotes
- Mapuchemyia
- Marangua
- Meringostylus
- Meristocera
- Meristomeringella
- Meristomeringina
- Meristomerinx
- Merosargus
- Mesomyza
- Metabasis
- Microchrysa
- Microhadrestia
- Microptecticus
- Microsargus
- Mischomedia
- Monacanthomyia
- Musca
- Mycterocera
- Myiocavia
- Myxosargus
- Neactina
- Neanalcocerus
- Nemotelus
- Neoacanthina
- Neoberis
- Neochauna
- Neopachygaster
- Neoraphiocera
- Netrogramma
- Nigritomyia
- Nonacris
- Nothomyia
- Notohermetia
- Nyassamyia
- Nyplatys
- Obrapa
- Octarthria
- Odontomyia
- Oplachantha
- Oplodontha
- Ornopyramis
- Otionigera
- Otochrysa
- Oxycera
- Oxycerina
- Oxymyia
- Pachyacantha
- Pachyberis
- Pachygaster
- Pachyptilum
- Panacridops
- Panacris
- Panamamyia
- Pangomyia
- Paraberismyia
- Paracanthinomyia
- Paracechorismenus
- Paradraga
- Paraptecticus
- Parastratiosphecomyia
- Parevaza
- Parhadrestia
- Patagiomyia
- Pedinocera
- Pedinocerops
- Pegadomyia
- Pelagomyia
- Peltina
- Peratomastix
- Peritta
- Pezodontina
- Phanerozus
- Physometopon
- Pinaleus
- Pithomyia
- Platopsomyia
- Platylobium
- Platyna
- Platynomorpha
- Platynomyia
- Popanomyia
- Porpocera
- Pristaspis
- Proegmenomyia
- Progrypomyia
- Promeranisa
- Prosopochrysa
- Psapharomydops
- Psapharomys
- Pselaphomyia
- Psellidotus
- Psephiocera
- Pseudocyclopheps
- Pseudocyphomyia
- Pseudomeristomerinx
- Pseudopegadomyia
- Pseudoxymyia
- Ptecticus
- Ptectisargus
- Ptilinoxus
- Ptilocera
- Pycnomalla
- Pycnothorax
- Quichuamyia
- Raphanocera
- Raphiocera
- Rhaphiocerina
- Rhaphioceroides
- Rhingiopsis
- Rondonocera
- Rosapha
- Rosaphula
- Ruba
- Sagaricera
- Salduba
- Saldubella
- Sargus
- Saruga
- Sathroptera
- Smaragdinomyia
- Spartimas
- Sphaerofijia
- Stackelbergia
- Steleoceromys
- Stenimantia
- Stenimas
- Sternobrithes
- Stratiomyella
- Stratiomys
- Stratiosphecomyia
- Strobilaspis
- Strophognathus
- Stuckenbergiola
- Synaptochaeta
- Syndipnomyia
- Tana
- Tegocera
- Thopomyia
- Thylacognathus
- Tinda
- Tindacera
- Toxopeusomyia
- Trichocercocera
- Trichochaeta
- Trigonocerina
- Tytthoberis
- Vanoyia
- Vittiger
- Weimyia
- Xylopachygaster
- Zabrachia
- Zealandoberis
- Zuerchermyia
- Zulumyia

'